# Єлей
Єле́й (дав-євр. שמן המשחהשמן המשחה, дав.-гр. ἔλαιον «оливкова олія») — церковнослов'янська назва оливкової, а пізніше — будь-якої рослинної олії в православному церковному використанні. Використовувався в стародавні часи ізраїльтянами в скинії (Вих. 29:40), а потім в Єрусалимському храмі.
Єлей (оливкова олія) застосовувався з давніх часів, як в їжу, так і для догляду за шкірою. Іноді його змішували з вином або з особливими ароматичними речовинами. Вперше в Біблії олійна гілка в дзьобі голуба згадується як символ примирення людини з Богом після Всесвітнього потопу: «І голубка вернулась до нього вечірнього часу, і ось у неї в дзюбку лист оливковий зірваний. І довідався Ной, що спала вода з-над землі» (Бут 8:10).
Єлей, поряд з ефом і хлібними приношеннями, також приносився в жертву: «А оце те, що будеш споряджати на жертівнику: ягнята, однорічного віку, двоє на день завжди. Одне ягня спорядиш уранці, а друге ягня спорядиш під вечір. І десятину ефи пшеничного борошна, мішаного в товченій оливі, чверть гіну, і на лиття чверть гіну вина на одне ягня. А ягня друге спорядиш під вечір; як хлібну жертву ранку й як жертву плинну її спорядиш йому, на пахощі любі, огняна жертва для Господа»…(Вихід 29:38–41)
У Книзі Приповістей, непрямим чином, зачіпається тема використання ароматних олій поза богослужбової практики: «Олива й кадило потішують серце, і солодкий нам друг за душевну пораду». (Приповісті 27:9)
У Стародавній Греції оливкова олія вважалася показником багатства і родючості. З оливкових гілок дерев плели вінки і вдягали їх на голову з нагоди свят. У Християнстві єлей, як Жертвоприношення Богові, стали спалювати в лампадах перед іконами, а також його використовувати для єлеопомазання, соборування та літії. Образ олії як символу Божої милості (грец. έλεος — «милість» співзвучна грец. έλαιο — «олія») часто зустрічається у Святому Письмі: «Проходив же там якийсь самарянин, та й натрапив на нього, і, побачивши, змилосердився. І він підійшов, і обв'язав йому рани, наливши оливи й вина. Потому його посадив на худобину власну, і приставив його до гостиниці, та й клопотався про нього.» (Лк. 10:33,34). «Чи хворіє хто з вас? Хай покличе пресвітерів Церкви, і над ним хай помоляться, намастивши його оливою в Господнє Ім'я, і молитва віри вздоровить недужого, і Господь його підійме, а коли він гріхи був учинив, то вони йому простяться.» (Як. 5:14,15).
У православ'ї особливо приготована і освячена патріархом або іншим предстоятелем Помісної церкви оливкова олія, поєднана з виноградним вином і ароматичними рослинами, називається «Святе Миро». Воно використовується в особливих випадках:
1. ним помазуються всі хто приймає Таїнство Миропомазання,
2. їм мажуть тих хто приєднується до Церкви — колишніх послідовників тих християнських течій, чиє священство не визнається Православ'ям,
3. їм помазують хрещених раніше, наприклад, в дитинстві, але які з яких-небудь причин зійшли з шляху Божого,
4. святим Миром помазують мощі християнських мучеників, що вкладаються в антимінс, а також престол і стіни храму при його освяченні,
5. Святим миром мазали православних царів і цариць при їх коронації.

Необхідність відновлення в церковному членстві відповідає необхідності духовного зцілення, що супроводжується Єлеопомазанням.
Єлеопомазання — одне з семи таїнств, що полягає в помазання тіла освяченим єлеєм, що служить, за вченням православної і католицької церков, духовним лікуванням тілесних недуг, а також дарує хворому відпущення гріхів, у яких він не встиг покаятися. У старому значенні єлей- це назва оливкової олії яка, вживалася до кінця XIX століття. Вона об'єднувала два сорти оливкової олії — вищий, званий прованським, і нижчий — званий дерев'яним.
Помазання освяченим єлеєм існує і в інших християнських конфесіях, наприклад під час конфірмації. Деякі реформатські церкви надають більш практичне значення використання єлейних олій (підбадьорення тих хто хворіє, антисептична властивість, зміцнення віри), ніж традиційна православна церква, в якій використання олій приймає статус Таїнств. Однак такий практичний підхід в середовищі православних реформатів не виключає духовного значення використання олій з пахощами для умилостивления Господа Бога, його возвеличення і прославлення. Служителі церкви перед вчиненням літургії зі святим Причастям протирають відкриті від облачення частини тіла запашними оліями.